# 정부미 (대한민국)
정부미(政府米)는 대한민국 농림축산식품부에서 기초수급자 및 재난구호 목적과 국공립시설 등에 제공되는 쌀이다. 정부양곡 또는 나라미라고도 한다. 대한민국 정부의 국유물이며 상업적인 판매가 금지되어있다. 

## 개요
대한민국 정부는 대한민국의 국민 중 경제성이 최저급의 기초수급자들을 대상으로 무상으로 정부미를 제공할 수 있으며 또한 국가비상사태로 인한 재난구호의 목적과 국공립시설 및 군부대 급양 목적 등을 통해서 정부미를 무상으로 제공할 수 있다. 정부미는 대한민국 농림축산식품부를 통해서 대한민국 농림축산식품부 장관이 제공자로서 양곡관리법 및 농산물관리법에 따라 대한민국 국민 중 기초수급생활자나 재난구호 목적 또는 국공립시설이나 군부대 급양 등의 공급을 할 수 있도록 의무적으로 하고있다. 
정부미는 양곡관리법 및 농산물관리법, 행정법 등에 따라 상업적인 목적의 판매가 전면 금지되어 있으며 대한민국 농림축산식품부 장관의 허가없이 일반 시중유통 행위 등은 금지되어 있다. 
기본적으로 백미를 제공하며 농가보유미, 재고미, 전년도 재배미 등을 중심으로 공급된다. 

## 목적
대한민국 농림축산식품부령의 양곡관리법에 의거한 내용이다. 
- 대한민국 국민 중 경제성이 최저급에 있는 기초수급생활자, 생계곤란자, 독거노인, 아동가장 가정 등에 공급.
- 공급을 희망하는 국민은 시군구청 및 읍면동사무소에서 신청하며 기초수급생활자, 생계곤란자, 독거노인, 아동가장 가정 등에 우선 공급.
- 공급을 희망하는 국민은 정부미 공급 사유를 행정부에 설명하고 인원수를 알려야함.
- 공급을 희망하는 국민은 가정 형편이 어렵고 빈곤하여 시중에서 유통되는 일반미를 사기 어렵다고 볼 때 또는 생계곤란 등으로 살림을 할 수 없을 경우 우선 공급.
- 양곡관리법에 따라 정부미는 대한민국 농림축산식품부 장관의 승인 및 허가없이 시중에서의 일반 유통 및 관외 반출이 금지되어있으며 이를 어길 경우 법적처벌이 부과됨.
- 국가 내에서 천재지변, 전시사태 등으로 인한 구호활동시 대한민국 농림축산식품부 장관의 승인하에 이재민들에게 긴급히 공급이 가능.
- 국공립 시설 및 대한민국 군부대 군인들의 급양 목적으로도 공급 가능.

## 참고
- 식품과학기술대사전 - 정부미